# Сахаров, Игорь Константинович
И́горь Константи́нович Са́харов (7 августа 1912, Саратов — 1977, Австралия) — русский военачальник, испанский фалангист, лейтенант Франкистской Испании, полковник коллаборационистких формирований: Русской национальной народной и Русской освободительной армий.
Участник гражданской войны 1936—1939 в Испании в составе армии генерала Франсиско Франко. В годы Второй мировой войны был одним из создателей Русской национальной народной армии и (март 1943) гвардейской бригады РОА. Служил личным адъютантом генерала Андрея Власова. С апреля 1945 года командир 4-го пехотного полка 1-й дивизии ВС КОНР.

## Биография
Родился в 1912 году в городе Саратове в семье русского офицера Константина Вячеславовича Сахарова, ставшего в годы гражданской войны генералом и главнокомандующим армиями Восточного фронта.

### Жизнь в эмиграции
В 1920 году генерал Сахаров эмигрирует из России. А в 1923 году вся его семья — жена, двое сыновей (в том числе Игорь) и дочь — перебираются к нему в Берлин.
В первой половине 1930-х годов И. К. Сахаров служил офицером в армиях Аргентины, Уругвая и Китая.
Участвовал в гражданской войне 1936—1939 в Испании в составе армии генерала Франсиско Франко, был членом фаланги. За боевые заслуги был произведён в лейтенанты (высший чин, который в этой армии мог получить человек, не имевший испанского гражданства) и получил за отличия ряд боевых наград. На участие в войне в Испании его благословил отец — той же иконой, которой благословляли его самого при отъезде на русско-японскую войну 1904—1905.
В 1940—1942 годах проживал в Берлине.
Согласно воспоминаниям Леонида Самутина, в феврале 1941 года отец Игоря Константиновича, незадолго до своей смерти, благословил своего сына на продолжение борьбы с большевизмом, наградил его всеми своими орденами и произвёл в чин полковника. Позднее именно в этом звании он продолжит службу в частях ВС КОНР.

### Создание Русской национальной народной армии

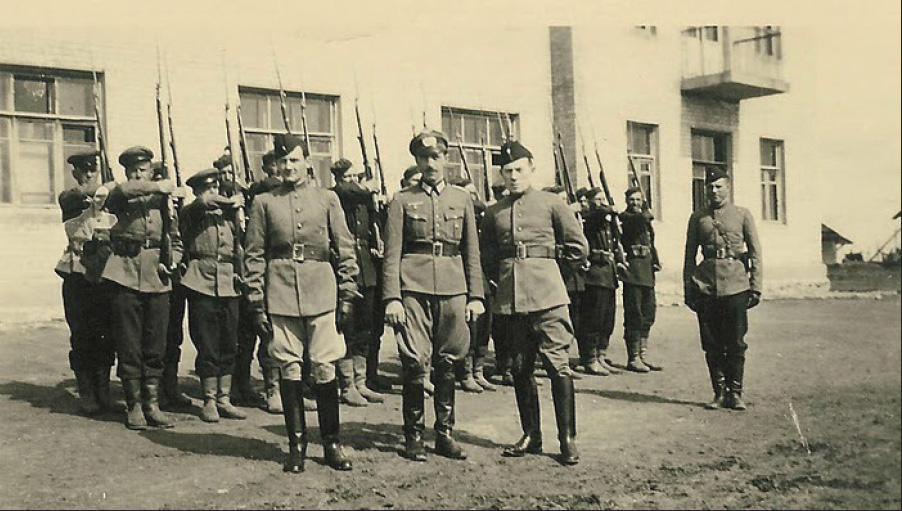
РННА в Осинторфе. И. К. Сахаров (слева) и С. Н. Иванов (справа) с немецким офицером. 1942 год.

В начале марта 1942 года принял предложение сотрудника Абвера С. Н. Иванова принять участие в формировании русской экспериментальной части из военнопленных в прифронтовой полосе группы армий «Центр» (район Смоленска).
В середине того же месяца выехал вместе с С. Н. Ивановым в Смоленск в распоряжение начальника отдела контрразведки штаба группы армий «Центр» подполковника вермахта фон Зеебурга. С конца марта занимал должность заместителя начальника Абвергруппы-203 (Русской национальной народной армии) С. Н. Иванова в Осинторфе.
С конца мая 1942 года фактически командовал оперативной группой РННА (около 300 человек) в боях против подразделений блокированного в районе Дорогобужа 1-го гвардейского кавалерийского корпуса, которым командовал П. А. Белов.
После снятия с должности начальника отдела контрразведки штаба группы армий «Центр» подполковника фон Зеебурга, сопровождавшегося охлаждением отношения к РННА со стороны командующего группой армий «Центр» генерал-фельдмаршала Гюнтера фон Клюге, в сентябре 1942 года Сахаров был отозван в Берлин.

### В рядах Русской освободительной армии
В конце марта 1943 года вместе с С. Н. Ивановым выехал в местечко Глубокое для приёма 1-й Русской национальной бригады СС подполковника В. В. Гиля. Однако вследствие отказа Гиля и курировавших его офицеров СД переподчинить бригаду, прибывшим офицерам удалось получить лишь малую часть из её личного состава. Именно из этих людей было принято решение сформировать Первую гвардейскую бригаду РОА, заместителем командира которой в апреле того же года стал Сахаров.

В середине мая 1943 года выехал вместе с бригадой (фактически с единственным первым батальоном) в деревню Стремутка, находившуюся в 15 км от Пскова, где должно было происходить дальнейшее формирование бригады. В рамках занятий с личным составом выступал перед солдатами с рассказами о гражданской войне в Испании. 

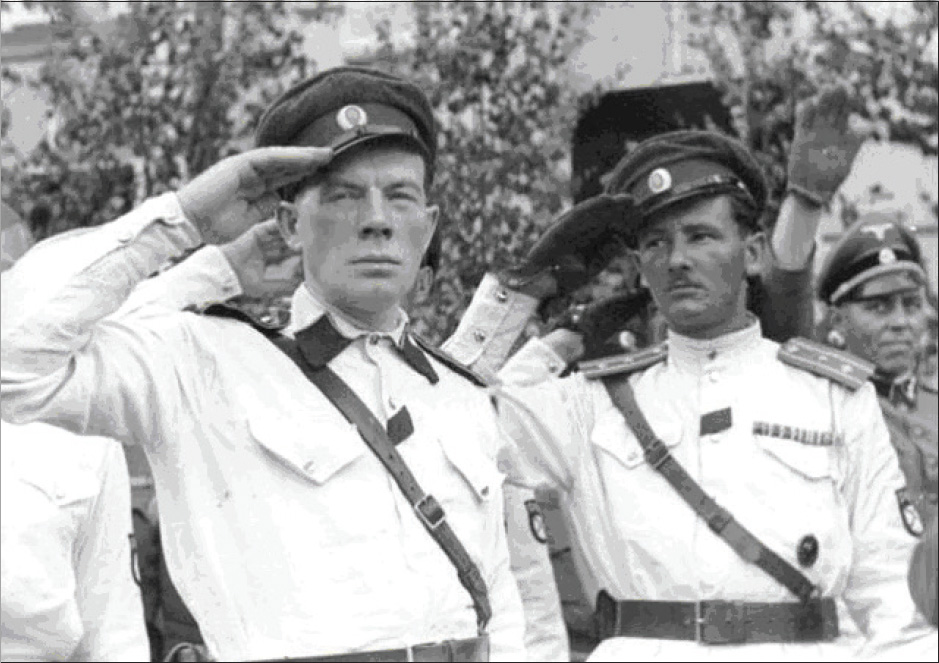
С. Н. Иванов и И. К. Сахаров. Псков 1943 год.

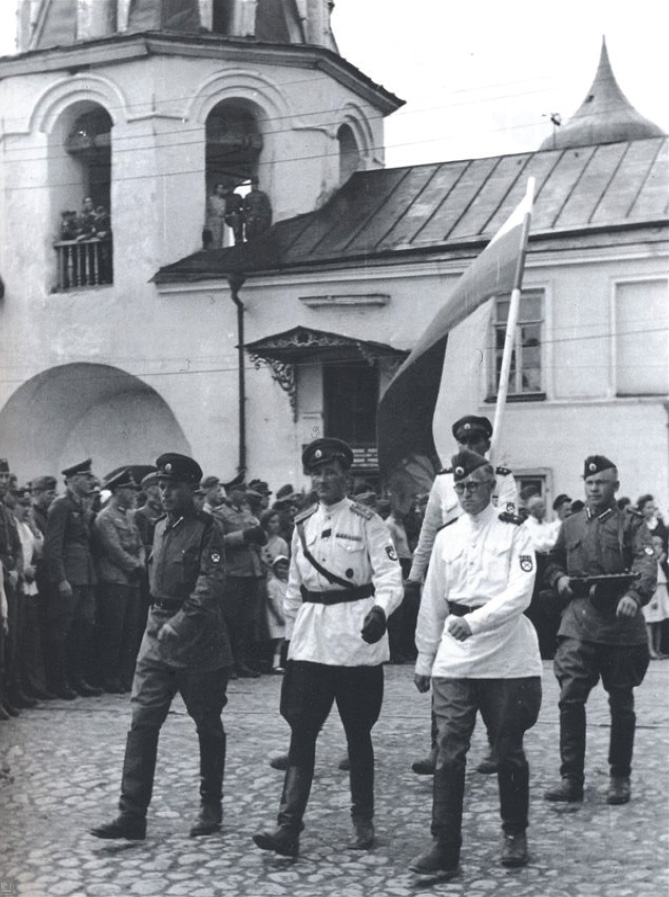
Парад в Пскове 22 июня 1943 г. Со знаменем идёт полковник Г. П. Ламсдорф, впереди полковник И. К. Сахаров с офицерами.

В начале июня 1943 года, после отъезда С. Н. Иванова в Берлин, Сахаров стал фактическим командиром Первой гвардейской бригады РОА и вместе с прочими чинами бригады принял участие в трёх операциях по освобождению деревень, занятых партизанами. Однако уже в следующем месяце Сахаров был отозван в Берлин, куда он и направился, передав руководство бригадой К. Г. Кромиади.
Обратно в бригаду Сахаров уже не вернулся, так как получил назначение на должность оперативного адъютанта при генерал-лейтенанте Андрее Власове. Однако осенью 1943 года, когда Первая гвардейская бригада была разоружена, а её личный состав помещён под арест, Сахаров лично выехал из Германии в Псков, где в течение двух дней сумел вывести бригаду из-под ареста, вернуть ей оружие и отправить в Восточную Пруссию.

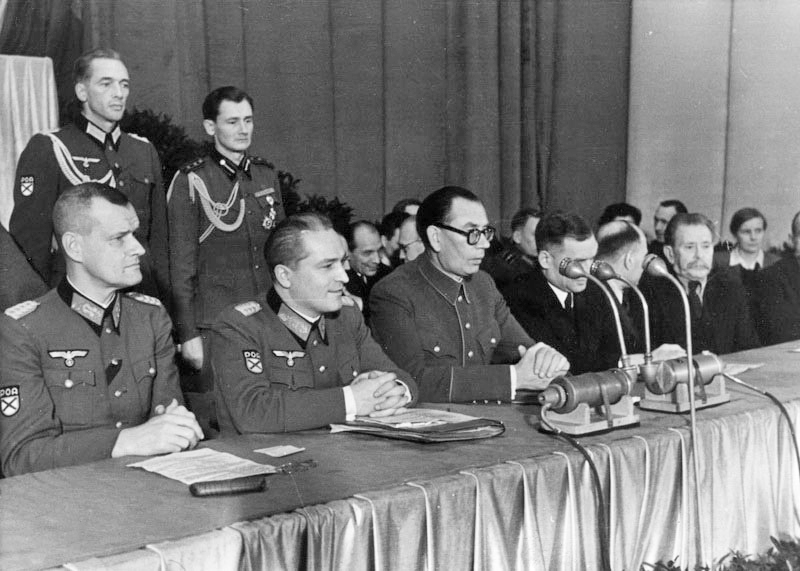
И. К. Сахаров (стоит, второй слева) в ноябре 1944 года на заседании КОНР.

В январе 1945 года по приказу Андрея Власова, являвшегося в этот момент Главнокомандующим Вооружёнными силами КОНР, сформировал и возглавил отдельный противотанковый отряд из русских добровольцев в количестве 50 человек. 6 февраля того же года прибыл с этим отрядом в 9-ю армию вермахта, которую на тот момент возглавлял генерал пехоты Теодор Буссе. 8 февраля отряд Сахарова при поддержке немцев начал атаку на Нойлевин, находившийся в полосе обороны 230-й стрелковой дивизии РККА, покинувшей данный населённый пункт на следующий день. В полночь 10 февраля вместе двумя отрядами немецкой пехоты отряд Сахарова начал наступление на Керстенбрух, полностью овладеть которым удалось к двум часам ночи того же дня.
В немецкой оперативной сводке, касавшейся этих событий, было сказано, что при выполнении задачи бойцы отряда Сахарова проявили «высокие боевые качества и незаурядное мужество», а сам И. К. Сахаров, несмотря на небольшое участие в операции, был награждён Железным крестом 2-го класса. В течение двух последующих недель И. К. Сахаров вместе со своим отрядом провёл несколько разведок боем в районе Штеттина у Шведта, а также участвовал в отражении советской танковой атаки под Старгардом в том же районе.
В конце февраля отряд И. К. Сахарова был направлен в Берлин, где и расформирован, в то время как его командующий 24 февраля 1945 года принял командование над двумя батальонами 714-го восточного пехотного полка, ранее входившего в состав 599-й русской бригады, расквартированной в Дании. К 10 марта на основе этих батальонов он сформировал 1604-й русский пехотный полк, оперативно подчинённый 3-й танковой армии Вермахта генерала Хассо фон Мантойфеля, и занял участок фронта в районе Гарца во 2-й линии обороны. Вплоть до 9 апреля полк под командованием Сахарова оставался на этом участке, участвуя в активной обороне.
9 апреля 1945 года полк Сахарова убыл с фронта и был включён в состав 1-й дивизии вооружённых сил Комитета освобождения народов России генерала Сергея Буняченко. 16 апреля полк соединился с остальными силами дивизии под Франкфуртом-на-Одере, став 4-м пехотным полком этой дивизии.
27 апреля 1945 года на совете командиров дивизии в Шнеберге, созванном её командиром генералом С. К. Буняченко, поддержал предложение продолжить начатое ранее движение дивизии на юг в район Линца для соединения с остальными частями ВС КОНР, которое было принято. Однако уже 5 мая Сахаров в Сухомастах, куда вечером прошлого дня арьергардом прибыл его 4-й полк, а за ним и штаб 1-й дивизии, совместно с С. К. Буняченко и П. Н. Николаевым подписал с чехословацкой делегацией «Бартош» соглашение об оказании помощи восставшим против немцев в Праге.

### Участие в Пражском восстании
Во второй половине 5 мая 1945 года Сахаров со своим полком вслед за 3-м полком подполковника Александрова-Рябцева начал двигаться на Прагу по шоссе Бероун — Прага на левом фланге 1-й дивизии. Затем 3-й полк отделился, а полк Сахарова добрался до Смихова и упёрся в Влтаву, разделяющую Прагу с севера на юг. Затем Сахаров развернул свои силы на север параллельно Влтаве и, начав наступление, в районе Страговского монастыря впервые вступил в огневой контакт с немцами, часть из которых вскоре сложила оружие и сдалась.
Вечером 7 мая 1945 года, вскоре после занятия частями Сахарова пражского района Петржин, в штаб его полка прибыла группа американских военных репортёров, сообщившая, что 3-я армия генерала Джорджа Паттона прекратила наступление, и что Прага отходит в советскую зону. Получив эту информацию, Сахаров незамедлительно отправился доложить об этом в штаб дивизии С. К. Буняченко, откуда вернулся только ночью того же дня, отдав приказ прекратить своим солдатам активные боевые действия.
Утром 8 мая 1945 года, выполняя приказ командира дивизии, вывел свой полк из Праги к месту его прежней дислокации в Сухомасты.

### Последние дни войны
9 мая 1945 года Сахаров со своим полком в арьергарде дивизии начал движение на Пльзень. 12 мая, получив приказ С. К. Буняченко о роспуске дивизии, распустил свой полк и бежал за линию демаркации в американскую оккупационную зону Германии.
Насильственной репатриации в СССР избежал.

### После войны
В 1945—1946 годах, находясь во французской зоне оккупации Германии, укрывал военных преступников, руководил действиями молодых офицеров РОА, помогая скрыться коллаборационистам от наказания. В ходе таких действий летом 1946 года в одном из лагерей для беженцев вместе с группой «перемещённых лиц» забаррикадировался в одном из зданий и поднял чёрный флаг, свидетельствовавший о наличии массового инфекционного заболевания, чем якобы отпугнул советскую репатриационную миссию и скрыл нацистских преступников от репатриации и суда.
Осенью 1946 года с группой беженцев переехал в Фюссен (Бавария), откуда в начале следующего года перебрался в лагерь Шляйхсгайм под Мюнхеном. В 1948 году был одним из основателей Союза Андреевского флага (САФ), где стал членом Военно-политического Совета и Главного управления. С 12 февраля 1950 года перешёл в «Деловую оппозиции» САФ, став членом временного Главного управления САФ. В августе 1950 года участвовал в создании новой организации — Комитета Объединенных Власовцев (КОВ).
С начала 1950-х годов жил в Австралии, где в 1977 году погиб в автокатастрофе.

## Награды
В разные годы И. К. Сахаров был награждён следующими наградами:

### Третий рейх
- Железный крест 2-го класса (1945)
- Штурмовой знак (1945)

### Франкистская Испания
- Звезда военных заслуг (до 1941)
- Орден Святого Херменегильдо (до 1941)
- Крест военных заслуг (до 1941)
- 2 медали Пожертвовавшему кровью (до 1941)

## Комментарии
1. ↑  Это объясняет появление Сахарова-младшего в форме полковника в 1942 году
2. ↑  Согласно воспоминания К. Г. Кромиади втечение ни одной из этих операций им так и не довелось даже увидеть партизан, поскольку те лишь «приходили в деревни за продуктами и не задерживались».
3. ↑  Сам Сахаров заболел ангиной и не мог выйти непосредственно на позиции[10]
4. ↑  По данным А. В. Окорокова это был Железный крест I класса[1]